# Henrique Suso
Heinrich Seuse , também chamado Amandus, que adotou nos seus escritos, e Heinrich (de) Suso em alemão, Henrique (de) Suso em português) foi um místico e teólogo germânico, declarado beato em 1831 pelo Papa Gregório XVI. 
Suso e o seu amigo dominicano Johann Tauler eram discípulos de Mestre Eckhart, também dominicano que formaram Os amigos de Deus, núcleo da que veio a ser conhecida como escola de misticismo renano. Como poeta lírico e trovador da sabedoria divina, Suso explorou com intensidade psicológica as verdade espirituais da filosofia mística de Eckart. As suas obras devotas foram imensamente populares nos finais da Idade Média.

## Manuscritos
- Horologium sapientiae – MS-B-152. Düsseldorf, Kreuzherrenkonvent, por volta de 1450–1460 (Digitalisat)
- Horologium sapientiae (mndl.) – MS-B-144. Marienfrede, Kreuzherrenkonvent, 1474 (Digitalisierte Ausgabe na Universitäts- und Landesbibliothek Düsseldorf)
- Büchlein der ewigen Weisheit, 11., 12., 13. 15. e 21. Kapitel, iem: Manuscrito composto do século XV. Kantonsbibliothek Thurgau Y 80, p. 203ra-219ra. Digitalisat
- Handschriften in Schweizer Bibliotheken

## Edições e traduções
- Horologium aeternae sapientiae. Cornelius von Zierickzee, Colônia 1509 (Digitalisat)
- Heinrich Seuse. Deutsche Schriften. Ed. por Karl Bihlmeyer. Stuttgart 1907 (reimpressão Frankfurt am Main 1961) online. Com uma seção sobre a vida de Seuse.
- Heinrich Sese. Heinrich Seuses deutsche Schriften. 1º e 2º volumes. Transferir e receber v. Walter Lehman. Jena 1911
- Des Mystikers Heinrich Seuse O. Pr. Deutsche Schriften. Apresentado, transmitido e explicado por Nicolau Heller. FH Kerle, Heidelberg 1926
- Deutsche mystische Schriften. Traduzido do alemão médio e editado por Georg Hofmann. Com uma introdução de Emmanuel Jungclaussen. Introdução por Alois M. Haas. Reimpressão da 1ª edição de 1966. Benzinger, Zurique/Düsseldorf 1999.
- Das Buch der Wahrheit. Mittelhochdeutsch-deutsch. Com uma introdução de Loris Sturlese. Traduzido por Rudiger Blumrich. ISBN 978-3-7873-1235-1
- Heinrich Seuses Horologium sapientiae. editado por Pius Künzle. Universitätsverlag, Freiburg i. Ü. 1977
- Das Büchlein der Ewigen Weisheit. Heinrich Seuse. Nach der Handschrift Nr. 40 des Suso-Gymnasiums in Konstanz. Ed. por Jörg Mauz. Verlag am Hockgraben, Konstanz 2003. ISBN 3-930680-10-6 (reprodução fotográfica do manuscrito e transcrição)
- Stundenbuch der Weisheit: Das „Horologium Sapientiae“. Traduzido por Sandra Fenten. Würzburg 2007.

## Obras sobre Henrique Suso
- Vida do Beato Henrique Suso, por Elsbeth Stagel, traduzida do latim por Frei Luís de Sousa, Lisboa, 1642;